# Marzena Zbrojewska
Marzena Zbrojewska (ur. 21 grudnia 1973) – polska lekkoatletka, specjalistka rzutu dyskiem, mistrzyni Polski.

## Kariera
Wystąpiła w rzucie dyskiem na mistrzostwach Europy w 1998 w Budapeszcie, ale nie zakwalifikowała się do finału.
Była mistrzynią Polski w 1998 oraz brązową medalistką w 1996 i 1999.
Była zawodniczką AZS-AWF Wrocław.
Rekord życiowy:
| Konkurencja  | Data i miejsce           | Wynik |
| ------------ | ------------------------ | ----- |
| rzut dyskiem | 20 czerwca 1998, Wrocław | 60,71 |